# Manuel de Arriaga
Pour les articles homonymes, voir Arriaga.
 (décembre 2024).
Manuel José de Arriaga Brum da Silveira e Peyrelongue (pron. API : /mɐnu'ɛɫ dɨ ɐ'ʁiagɐ/) (Horta, 8 juillet 1840 - Lisbonne, Santos o Velho, 5 mars 1917) est le premier président élu de la République portugaise après la chute du roi Manuel II.

## Biographie

### Jeunesse et études
Il étudie à l'Université de Coimbra de 1860 à 1865 et devient avocat. 

### Engagement politique

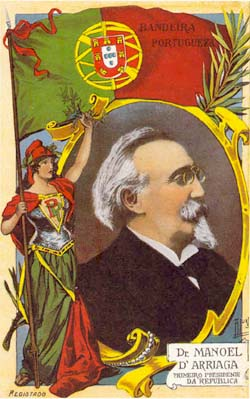
Affiche de propagande républicaine représentant le portrait du président Arriaga.

Membre du Parti républicain portugais, il est élu député du parti républicain de l'île de Madère en 1882, poste qu'il occupe jusqu'en 1892. Il réalise d'étonnants discours qui ont profité au parti républicain. Contrairement à certains membres de son parti, il a toujours essayé d'entretenir de bonnes relations avec l'Église catholique. 

### Président de la République portugaise
Quand il est élu président en 1911, il tente de réunifier le parti républicain qui s'était divisé en plusieurs factions, sans succès, notamment parce que son mandat est menacé par la révolte monarchique du capitaine Paiva Couceiro. Il est remplacé comme président par le professeur Teófilo Braga après le coup d'État du 14 mai 1915 et meurt à Lisbonne deux ans plus tard.
Après l'instauration de la République et son élection, certains républicains voulurent renommer un célèbre gâteau de Noël aux fruits, très connu au Portugal appelé bolo rei (gâteau roi) en bolo presidente (gâteau president) ou bolo Arriaga (gâteau Arriaga), mais cette initiative n'a aucun succès.
Manuel de Arriaga est président durant la participation portugaise à la Première Guerre mondiale. Il est incapable de gérer à la fois la réunification de son parti, la guerre et les problèmes économiques du pays. Le parlement est suspendu et Manuel de Arriaga est accusé de corruption.

### Vie privée
Il épouse Lucrécia Augusta de Brito de Berredo Furtado de Melo (Porto, Foz do Douro, 13 novembre 1844 - Oeiras, Parede, 14 octobre 1927) et a deux fils et quatre filles.